# Kaukapakapa
Kaukapakapa – miasto w Nowej Zelandii, na Wyspie Północnej, w regionie Auckland.